# Liste des gouverneurs de Pennsylvanie
Depuis 1790, un gouverneur dirige le Commonwealth de Pennsylvanie. Il élu et est à ce titre commandant en chef des Forces armées de l'État.
Cependant, entre 1777 et 1790, un poste de président de Pennsylvanie le dirige. Sept hommes s'y sont succédé : Thomas Wharton, Jr., George Bryan, Joseph Reed, William Moore, John Dickinson, Benjamin Franklin et Thomas Mifflin.

## Liste des gouverneurs

Drapeau du gouverneur.

| Nom                       | Mandat                    | Affiliation politique | Affiliation politique |
| ------------------------- | ------------------------- | --------------------- | --------------------- |
| Thomas Mifflin            | 1790-1799                 |                       | Fédéraliste           |
| Thomas McKean             | 1799-1808                 |                       | Républicain-démocrate |
| Simon Snyder              | 1808-1817                 |                       | Républicain-démocrate |
| William Findlay           | 1817-1820                 |                       | Républicain-démocrate |
| Joseph Hiester            | 1820-1823                 |                       | Républicain-démocrate |
| John Andrew Shulze        | 1823-1829                 |                       | Républicain-démocrate |
| George Wolf               | 1829-1835                 |                       | Démocrate             |
| Joseph Ritner             | 1835-1839                 |                       | Parti anti-maçonnique |
| David Rittenhouse Porter  | 1839-1845                 |                       | Démocrate             |
| Francis Rawn Shunk        | 1845-1848                 |                       | Démocrate             |
| William Freame Johnston   | 1848-1852                 |                       | Whig                  |
| William Bigler            | 1852-1855                 |                       | Démocrate             |
| James Pollock             | 1855-1858                 |                       | Whig                  |
| William Fisher Packer     | 1858-1861                 |                       | Démocrate             |
| Andrew Gregg Curtin       | 1861-1867                 |                       | Républicain           |
| John White Geary          | 1867-1873                 |                       | Républicain           |
| John Frederick Hartranft  | 1873-1879                 |                       | Républicain           |
| Henry Martin Hoyt         | 1879-1883                 |                       | Républicain           |
| Robert Emory Pattison     | 1883-1887                 |                       | Démocrate             |
| James Addams Beaver       | 1887-1891                 |                       | Républicain           |
| Robert Emory Pattison     | 1891-1895                 |                       | Démocrate             |
| Daniel H. Hastings        | 1895-1899                 |                       | Républicain           |
| William Alexis Stone      | 1899-1903                 |                       | Républicain           |
| Samuel W. Pennypacker     | 1903-1907                 |                       | Républicain           |
| Edwin Sydney Stuart       | 1907-1911                 |                       | Républicain           |
| John Kinley Tener         | 1911-1915                 |                       | Républicain           |
| Martin Grove Brumbaugh    | 1915-1919                 |                       | Républicain           |
| William Cameron Sproul    | 1919-1923                 |                       | Républicain           |
| Gifford Pinchot           | 1923-1927                 |                       | Républicain           |
| John Stuchell Fisher      | 1927-1931                 |                       | Républicain           |
| Gifford Pinchot           | 1931-1935                 |                       | Républicain           |
| George Howard Earle       | 1935-1939                 |                       | Démocrate             |
| Arthur Horace James       | 1939-1943                 |                       | Démocrate             |
| Edward Martin             | 1943-1947                 |                       | Républicain           |
| John Cromwell Bell, Jr.   | 1947-1947                 |                       | Républicain           |
| James Henderson Duff      | 1947-1951                 |                       | Républicain           |
| John Sydney Fine          | 1951-1955                 |                       | Républicain           |
| George Michael Leader     | 1955-1959                 |                       | Républicain           |
| David L. Lawrence         | 1959-1963                 |                       | Démocrate             |
| William Scranton          | 1963-1967                 |                       | Républicain           |
| Raymond Shafer            | 1967-1971                 |                       | Républicain           |
| Milton Jerrold Shapp      | 1971-1979                 |                       | Démocrate             |
| Richard "Dick" Thornburgh | 1979-1987                 |                       | Républicain           |
| Robert P. Casey           | 1987-1995                 |                       | Démocrate             |
| Mark Singel               | 1993-1994                 |                       | Démocrate             |
| Thomas Joseph Ridge       | 1995-2001                 |                       | Républicain           |
| Mark Stephen Schweiker    | 2001-2003                 |                       | Républicain           |
| Ed Rendell                | 2003-2011                 |                       | Démocrate             |
| Tom Corbett               | 2011-2015                 |                       | Républicain           |
| Tom Wolf                  | 2015-2023                 |                       | Démocrate             |
| Josh Shapiro              | Depuis le 17 janvier 2023 |                       | Démocrate             |